# Comté de Walker (Alabama)
Pour les articles homonymes, voir Walker et Comté de Walker.
Le comté de Walker est un comté des États-Unis, situé dans l'État de l'Alabama. Son siège est situé à Jasper.

## Autres localités
- Sumiton (partiellement sur le Comté de Jefferson)

## Démographie
| 1830  | 1840  | 1850  | 1860  | 1870  | 1880  | 1890   | 1900   |
| ----- | ----- | ----- | ----- | ----- | ----- | ------ | ------ |
| 2 202 | 4 032 | 5 124 | 7 980 | 6 543 | 9 479 | 16 078 | 25 162 |

| 1910   | 1920   | 1930   | 1940   | 1950   | 1960   | 1970   | 1980   |
| ------ | ------ | ------ | ------ | ------ | ------ | ------ | ------ |
| 37 013 | 50 593 | 59 445 | 64 201 | 63 769 | 54 211 | 56 246 | 68 660 |

| 1990   | 2000   | 2010   | - | - | - | - | - |
| ------ | ------ | ------ | - | - | - | - | - |
| 67 670 | 70 713 | 67 023 | - | - | - | - | - |